# Stimmgabel

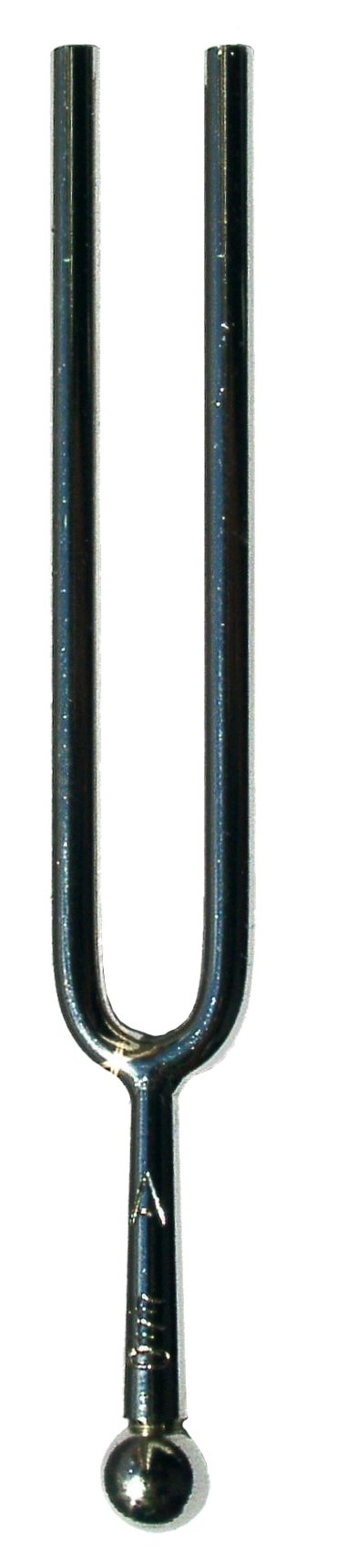
Einfache Stimmgabel (440 Hz)

Eine Stimmgabel (veraltet Diapason) ist eine aus einem Stück gefertigte, gestielte, zweizinkige U-förmige Metallgabel, deren Zinken beim Anschlagen einen klaren, obertonarmen Ton erzeugen. Erfunden wurde die Stimmgabel 1711 von dem Trompeter und Lautenisten John Shore.

## Prinzip

### Schallerzeugung

Schwingung einer Stimmgabel im Grundmode; Eigenfrequenz 440,09 Hz

Physikalisch gesehen ist die Stimmgabel ein Biegeschwinger. Die Eigenfrequenz bestimmt sich aus der Massenverteilung in den Zinken, dem Elastizitätsmodul des Gabelstoffs und der Zinkenlänge. Die Zinken schwingen beim Anschlagen in Querrichtung und gegensinnig; ihr Schwingen verursacht das Schwingen des Stiels in Längsrichtung.
Sobald sich die Zinken nach außen bewegen, wird die Luft vor ihnen verdichtet, während sie zwischen ihnen verdünnt wird. Beim Zurückschwingen kehrt sich die Dichteverteilung um. Die sich wellenförmig ausbreitenden Druckunterschiede nehmen wir als Schall wahr, allerdings mit geringer Lautstärke; denn die Flächen der Zinken in Bewegungsrichtung sind klein.

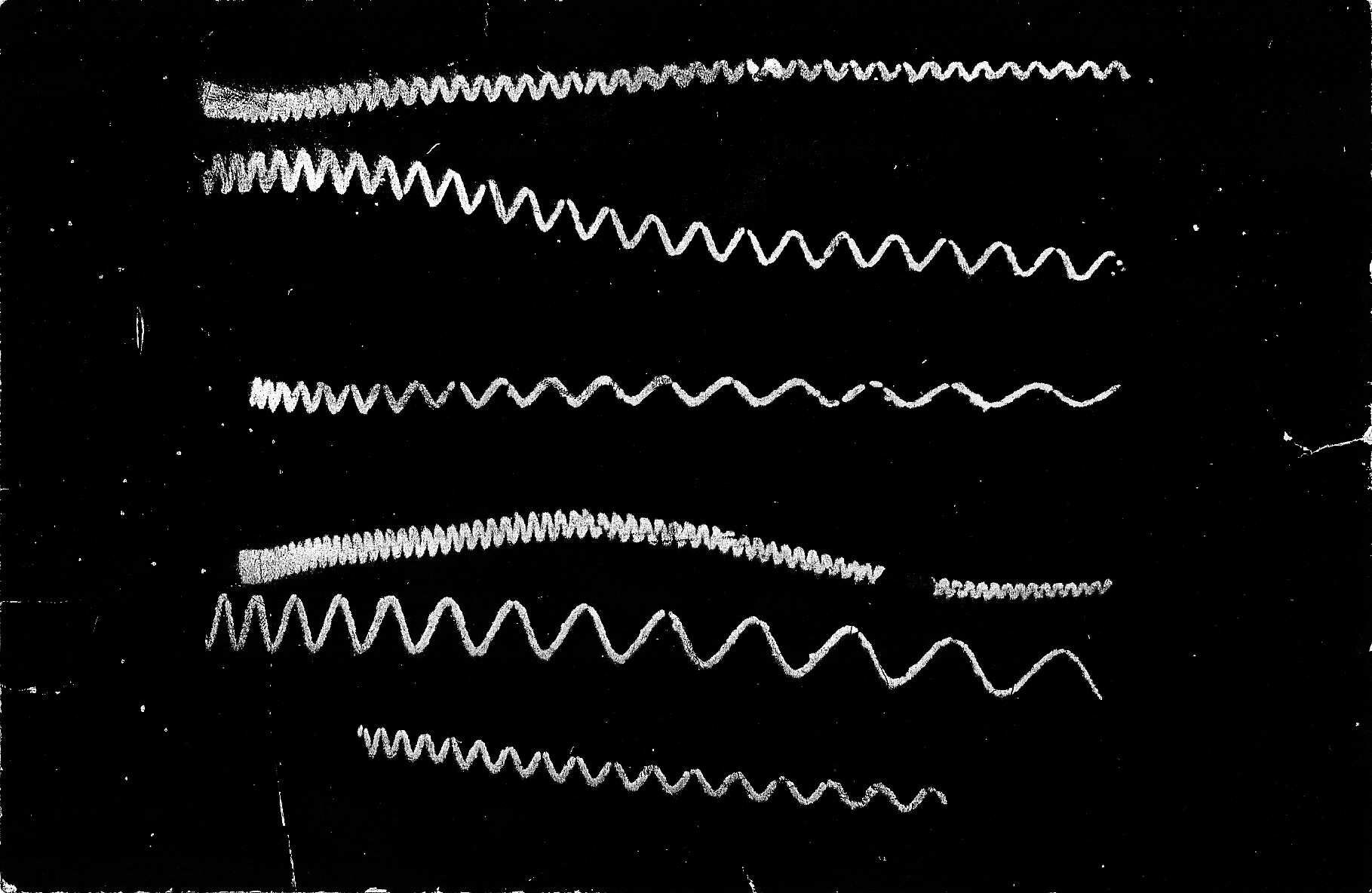
Schwingungsfiguren auf einer Rußplatte

Die erzeugte Sinusschwingung kann auf verschiedene Weise sichtbar gemacht werden, zum Beispiel mit Hilfe eines Stroboskops oder per Mikrofon und Oszilloskop. Wenn man an eine der Zinken eine Nadel anbringt und diese nach dem Anschlagen schnell über eine rußgeschwärzte Glasplatte zieht, wird die Wellenform der Schwingung in den Ruß gezeichnet – geeignete Ausrichtungen vorausgesetzt.

### Verstärkung der Wahrnehmbarkeit

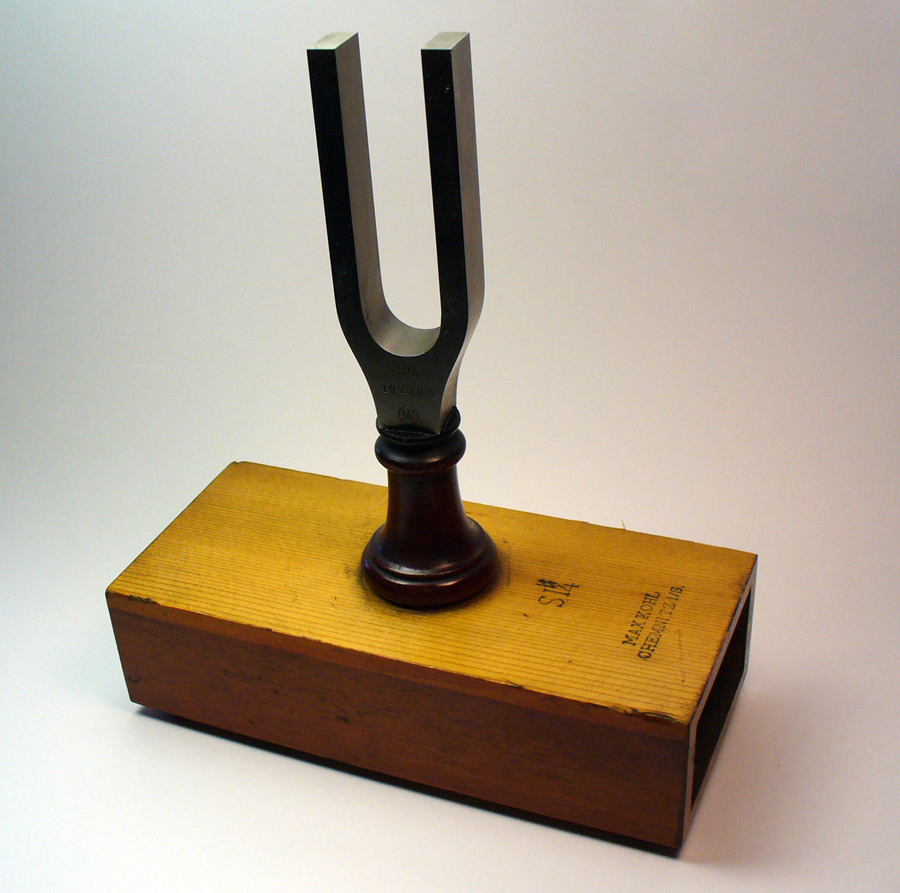
Stimmgabel auf hölzernem Resonanzkörper

Drückt man den Fuß (Stiel) einer angeschlagenen Stimmgabel axial ausreichend fest auf einen zum Mitschwingen anregbaren großflächigen Körper, wie etwa eine Tischplatte (in ihrer Mitte), so wird die (Quer-)Schwingung der Stimmgabel über die äußerst kleine Hubschwingung des Fußes über die große Fläche der Platte effizienter in Luftschall umgesetzt. Höhere Lautstärke wird hörbar, doch durch höhere Energieableitung von der Gabel klingt sie wesentlich rascher ab.
Drückt man sich den Gabelfuß auf die Schädeldecke wird über die Weiterleitung von Körperschall das Ohr ebenfalls effizient angesprochen.
Stimmgabeln als Lehrmittel werden häufig auf ein kleines quaderförmiges Holzkästchen aufgebaut, das an den unteren Ecken Gummifüsschen aufweist. Damit wird sowohl die Gabel aufgeständert als auch eine standardisierte Umsetzung in Luftschall geboten. Typisch ist das etwas längliche, eher flache (L:B:H = etwa 4:2:1) Holzkästchen an beiden kleinen Stirnseiten offen. Damit ergibt sich – je nach Tonhöhe – eine etwas bevorzugt nach vorne und hinten gerichtete Schallausbreitung. Sieht das Publikum in die Schallöffnung, sollte es auch das „U“ der Stimmgabel sehen.

### Anregung
Ein oft vorgeführter Versuch zur Resonanz in der Physik basiert auf zwei an entkoppelten Resonanzkörpern befestigten, auf die gleiche Frequenz kalibrierten Stimmgabeln: Wird eine Stimmgabel angeschlagen und einige Sekunden später wieder angehalten, erklingt der Ton immer noch; die zweite Stimmgabel wurde durch die von der ersten ausgesandte Schallwellen zu Schwingungen in ihrer Eigenfrequenz angeregt.

## Verwendung

### In der Musik
Auf einen Kammerton gestimmte Stimmgabeln werden zum Einstimmen von Musikinstrumenten und beim Musizieren verwendet. Bei Männerchören sind vereinzelt auch Stimmgabeln in f′-Stimmung in Gebrauch.
Im Jahr 1788 ließ der irische Musiker und Musikinstrumentenerfinder Charles Clagget (1740 – um 1795) ein Musikinstrument mit einer Reihe von Stimmgabeln, die über eine Tastatur angeschlagen werden, patentieren. Das Instrument kam nicht über ein experimentelles Stadium hinaus. Etwas erfolgreicher waren einige Versuche für ein Tasteninstrument mit durch Filzhämmerchen angeschlagenen Stimmgabeln in der zweiten Hälfte des 19. Jahrhunderts. Dazu gehören das von Victor Mustel 1865 in Paris vorgestellte Typophone, das von Thomas Machel 1874 in Glasgow eingeführte Dulcitone und zwei Instrumente, die bald wieder verschwunden waren: das von Fischer & Fritz 1882 in Leipzig patentierte Adiaphon und das Euphonium, das A. Appunn 1885 in Hanau vorführte. Sie alle waren Vorläufer der konstruktiv und klanglich ausgereifteren Celesta.

### In der Medizin
Stimmgabeln werden auch in der Medizin in mehreren Bereichen genutzt, unter anderem zur quantitativen sensorischen Testung.
In der Neurologie werden Stimmgabeln zur Prüfung des Vibrationsempfindens, der Pallästhesie, genutzt, indem man diese in Schwingungen versetzt und auf Stellen aufsetzt, an denen ein Knochenvorsprung recht oberflächlich liegt, zum Beispiel das Großzehgrundgelenk oder der Knöchel. Fehlt die Wahrnehmung der Vibration, so besteht ein Verdacht auf eine Neuropathie. Zum Einsatz kommt hier die Variante nach Rydel-Seiffer, zur Messung der Wahrnehmungsfähigkeit von 64-Hz Schwingungen unterschiedlicher Amplituden. Aufgrund der sehr einfachen Untersuchung und des preiswerten Instrumentes ist es ein gutes Untersuchungsverfahren für diabetische Polyneuropathie im Rahmen des Disease-Management-Programms in der Allgemeinmedizinpraxis.
In der Audiologie können mithilfe von Stimmgabeln einfache, orientierende Hörtests durchgeführt werden. Am bekanntesten sind sicher der Weber-Versuch sowie der Rinne-Versuch, mit deren Hilfe schon grobe Aussagen über die Lokalisation der Störung getroffen werden können.

### In der Mechanik

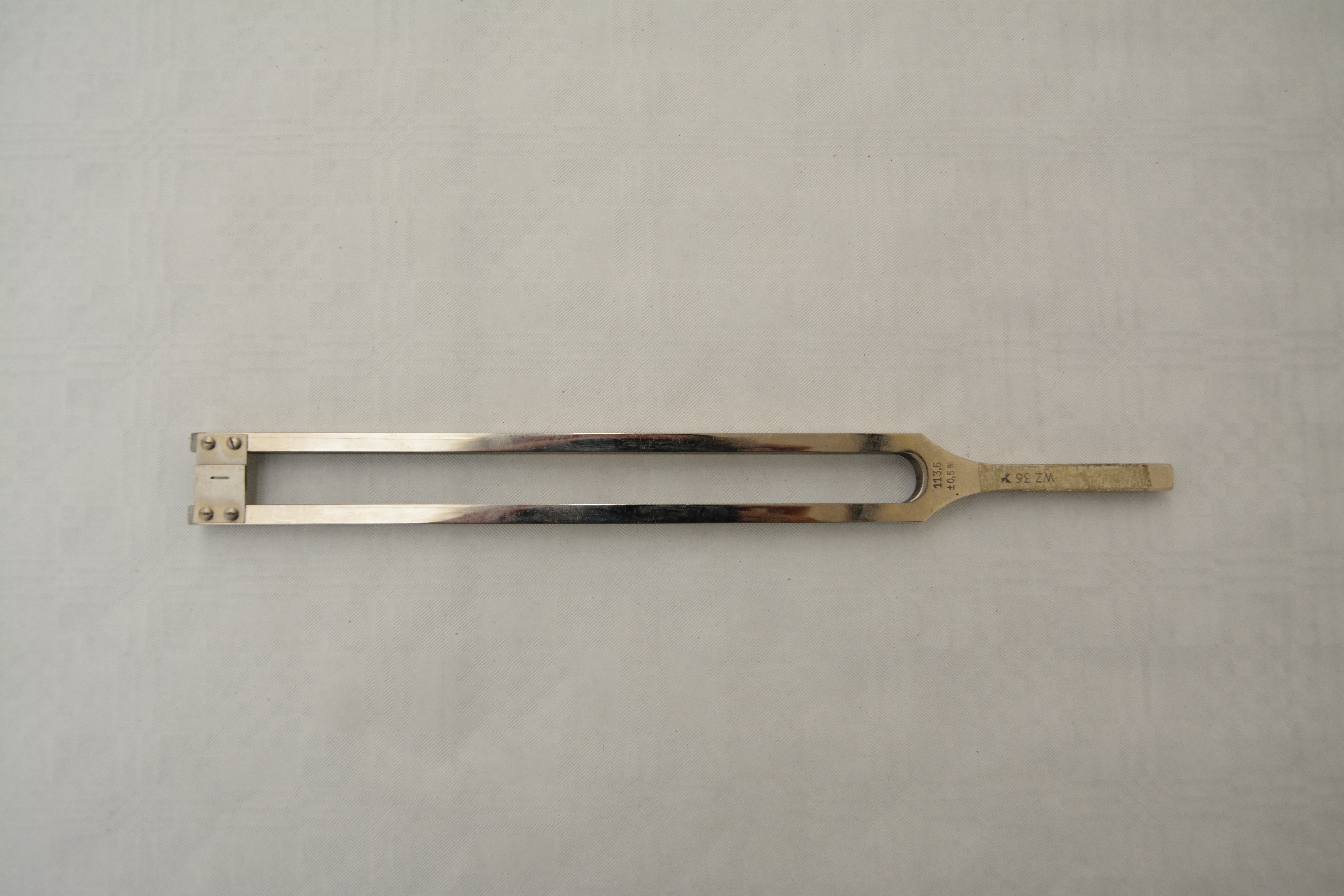
Stimmgabel zum Einstellen der Motordrehzahl eines Fernschreibers

Der Fliehkraftregler zur Einstellung der Motordrehzahl eines Fernschreibers wurde mit Hilfe einer Stimmgabel justiert. Dazu war der Regler abwechselnd mit schwarzen und weißen Feldern lackiert. An den Enden der Stimmgabel war jeweils ein Plättchen mit einem kleinen Schlitz montiert. Wenn man bei angeschlagener Stimmgabel durch diese Schlitze schaute, ergab sich bei richtiger Drehzahl durch den Stroboskopeffekt ein stehendes Bild der weißen Flächen des sich drehenden Reglers.

### Elektronische Stimmgabeln in Uhren

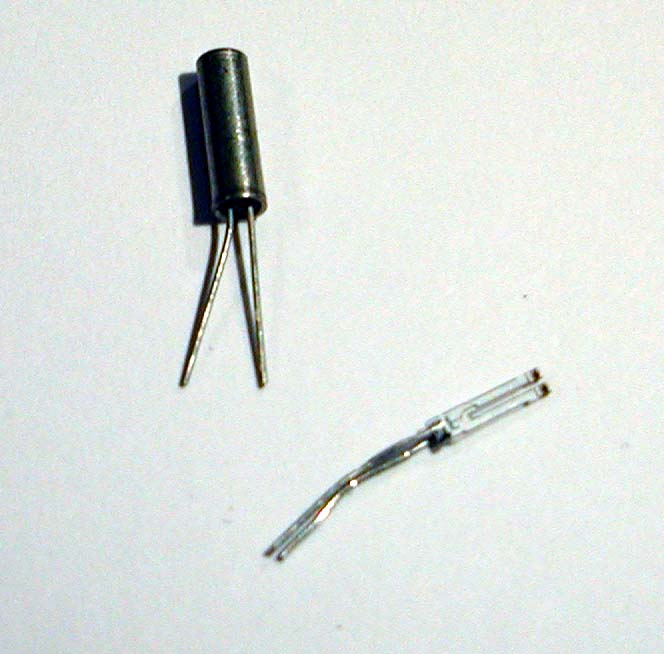
Uhrenquarz aus einer Quarzuhr (32768 Hz), oben im Gehäuse

Elektronische Stimmgeräte erzeugen nicht unbedingt Töne, können aber immer auch die vom Instrument erzeugten Töne messen. In Quarzuhren ist ein Uhrenquarz für 32.768 Hz eingebaut, aus dem sich durch einfache Frequenzteilung durch 215 Sekundenimpulse herleiten lassen. Da Quarz sehr hart ist, liegt die Resonanzfrequenz eines Kristallblocks von einigen Millimetern Größe viel zu hoch im Megahertzbereich.
Durch die Stimmgabelform lässt sich ein doppelt so langer Quarzstab bei gleicher Länge unterbringen, und die Baugröße wird so klein, dass der Quarz trotz tiefer Resonanzfrequenz in ein Uhrgehäuse passt. Außerdem würden gerade Stäbe mit Biegeschwingungen, die man an einem ihrer Enden oder in ihrer Mitte befestigt, durch ihre Masseverlagerung beim Schwingen relativ viel Schwingungsenergie an ihre Befestigung abgeben, und daher stark gedämpft schwingen, während bei der Stimmgabelform die Masseverlagerung durch das Gegeneinanderschwingen der beiden Hälften der Stimmgabel zum Großteil kompensiert wird.
Bevor Armbanduhren durch Auszählen von Quarzschwingungen präziser wurden, brachte die Firma Bulova zur größeren Ganggenauigkeit eine Uhr mit sicht- und hörbarer Stimmgabel unter der Bezeichnung Accutron auf den Markt.

### Vibrationssonde
Die Vibrationssonde dient dem Messen von Füllständen in Behältern. Sie arbeitet nach dem Prinzip der Stimmgabel.